# MojeID
MojeID je služba sloužící k autentizaci uživatelů v různých internetových službách, aplikacích a v klientských zónách webových stránek. Uživatelům zjednodušuje přihlašování při zachování vysoké bezpečnosti a poskytovatelům služeb přivádí ověřené uživatele.

## O MojeID
MojeID je služba, která dovoluje uživatelům zřídit si a centrálně spravovat svoji internetovou identitu (soubor osobních údajů – například jméno, příjmení, e-mailová adresa, telefon a další, doplněný o přihlašovací metody a údaje). S takovou identitou se pak uživatelé mohou přihlašovat na webových stránkách a v aplikacích, které službu MojeID podporují, bez nutnosti registrace a nastavování uživatelského jména a hesla. Vedle komerčních služeb je od roku 2020 možné MojeID používat i pro přístup k elektronickým službám veřejné správy.
MojeID je založeno na standardu OpenID pro správu internetových identit, ale je specificky upraveno pro prostředí českého internetu. Bylo spuštěno 26. října 2010 správcem národní domény .cz, sdružením CZ.NIC.

## K jakým službám se lze s MojeID přihlašovat

### Služby soukromého sektoru
Seznam partnerů je možné najít v katalogu na webových stránkách MojeID. Patří mezi ně elektronické obchody, které tak např. ověřují zletilosti svých zákazníků v případě nákupu specifického zboží či služeb, komunitní servery, diskuzní fóra, zpravodajské weby, servery zprostředkovávající mikroslužby, inzertní servery a další.

### Služby veřejné správy
Na podzim roku 2020 byla spuštěna možnost propojit si účet MojeID s Národním bodem pro identifikaci a autentizaci (NIA). Uživatelé MojeID – fyzické osoby – se tak mohou po aktivaci této služby přihlašovat ke službám státní správy a samosprávy, například do:
- Portálu občana (kontrola platnosti dokladů, stav bodů na kontě řidiče, výpisy z veřejných rejstříků a registrů…)
- portálu Finanční správy Moje daně (online podání daňových přiznání, např. přiznání k dani z příjmů fyzických osob, přiznání k dani z nemovitých věcí)
- ePortálu České správy sociálního zabezpečení (např. náhled na informativní list důchodového pojištění)
- klientských aplikací zdravotních pojišťoven (přehledy vykázané péče, plátců pojistného a nedoplatků na pojistném, žádosti o příspěvky z fondů prevence…)
- pacientské aplikace eRecept
- dále do webových portálů některých krajů, měst a obcí, knihovních systémů, systémů vzdělávacích institucí a k dalším subjektům.

## Stupně ověření totožnosti
Každý uživatel, který se registruje do MojeID, prochází několika stupni ověření.
1. Jediné povinně ověřované údaje jsou e-mailová adresa a číslo mobilního telefonu. Jejich ověření probíhá pomocí kódů PIN1 (e-mail) a PIN2 (SMS), které uživatel vyplňuje v průběhu registrace. Bez ověření těchto údajů nelze začít účet MojeID používat. Účet s ověřenou e-mailovou adresou a číslem mobilního telefonu má status tzv. „částečně ověřeného” nebo “částečně aktivního” účtu MojeID. Tato úroveň ověření stačí pro přihlašování k většině komerčních služeb.
2. Další ověřovaný údaj je korespondenční adresa. K ověření korespondenční adresy dochází po zadání kódu PIN3, který uživateli přijde poštou na adresu uvedenou při registraci, do příslušného pole v uživatelském profilu MojeID. Toto ověření je od června 2022 dostupné pouze pro právnické osoby (účet s vyplněným polem Organizace). Uživatelé, kteří zadali kód PIN3 před koncem června 2022, mají stále ověřenou adresu, nic se pro ně nemění. Fyzické osoby pak mají skrytou adresu, jestliže mají účet vedený v jakékoli roli (držitel, administrativní kontakt, technický kontakt) u domény.  Pro přihlašování účtem MojeID na služby veřejné správy není nutné ověřovat adresu kódem PIN3.
3. Nejvyšší úrovní je propojení účtu s Národním bodem pro identifikaci a autentizaci (NIA). V profilu MojeID je tento stupeň označen jako "získání přístupu ke službám veřejné správy”, které je toho důsledkem. Aby propojení účtu s NIA bylo možné, uživatel musí nejprve zabezpečit svůj účet kromě hesla ještě jedním faktorem - mobilní aplikací MojeID Klíč, tzv. bezpečnostním klíčem (tokenem) nebo systémovým klíčem - a ověřit svou totožnost buď osobně na některé z poboček CzechPOINT, nebo online pomocí své datové schránky či eObčanky. Účet ověřený na vysokou úroveň záruky umožňuje přístup i k těm službám, které vyžadují nejsilnější zabezpečení (např. založení a administrace majetkového účtu pro správu státních dluhopisů).

V minulosti bývala nejvyšší úrovní ověření tzv. validace, kdy se na základě osobního dokladu (OP) ověřovala totožnost uživatele na validačních místech. Validace ale byly nahrazeny právě propojením účtu s NIA. Účty, které v minulosti získaly status validovaného účtu, ho stále mají a mohou se tak přihlašovat ke stejným službám jako dříve. Nemohou ale přistupovat ke službám státní správy a samosprávy, dokud si tuto funkci neaktivují běžným postupem.
Kromě výše popsaných ověřovaných údajů si může uživatel ve svém profilu MojeID vyplnit celou řadu dalších údajů, jako např. přezdívku, alternativní kontaktní údaje nebo adresy profilů na sociálních sítích.

## Bezpečnost a přihlašovací prostředky
Registr uživatelských údajů MojeID je chráněn na stejně vysoké úrovni jako registr .CZ domén, a uživatel může při každém přihlášení sám určit, které z údajů ze svého profilu danému poskytovateli, k jehož službám se chce pomocí MojeID přihlásit, předá. Uživatel tak získává kontrolu nad svými údaji.
MojeID nabízí i širokou paletu přihlašovacích prostředků. Základem je přihlašovací jméno a heslo. Poskytovatel služby si dále může sám určit, zda je pro něj tato úroveň zabezpečení při přihlašování uživatelů do jeho služeb dostatečná, nebo zda se musí uživatel prokázat ještě druhým faktorem zabezpečení - mobilní aplikací MojeID Klíč nebo systémovým či hardwarovým bezpečnostním klíčem. Stejně tak si může i sám uživatel dobrovolně zabezpečit účet některým z uvedených způsobů.

## Informace pro držitele domén
Ti, kteří vlastní .cz doménu a jejichž registrátor podporuje službu MojeID, nemusí při aktualizaci svých údajů (změně např. e-mailu nebo doručovací adresy) postupovat prostřednictvím registrátora domény. Mají přímý přístup ke svým osobním údajům uloženým u CZ.NIC, a tak aktualizace údajů proběhne snadno a rychle.

## Provozovatel služby
Službu provozuje a vyvíjí komerčně neutrální subjekt CZ.NIC, správce národní domény .cz a také provozovatel národního kybernetického bezpečnostního týmu CSIRT. Organizace CZ.NIC, zájmové sdružení právnických osob, je zapsána ve spolkovém rejstříku vedeném u Městského soudu v Praze, spisová značka L 58624.